# Aphaenogaster depilis
Aphaenogaster depilis é uma espécie de inseto do gênero Aphaenogaster, pertencente à família Formicidae.

## Subespécies
Fora a subespécie padrão, são reconhecidas mais duas subespécies de A. depilis, todas descritas também por Santschi.
- Aphaenogaster depilis subsp. depilis Santschi, 1911
- Aphaenogaster depilis subsp. afra Santschi, 1933
- Aphaenogaster depilis subsp. numida Santschi, 1933